# بوب هيكس
بوب هيكس (بالإنجليزية: Bob Hicks)‏ هو مدير فني أمريكي، ولد في 12 يوليو 1921 في هازلتون في الولايات المتحدة، وتوفي في 24 نوفمبر 2012 في بلومنغتون في الولايات المتحدة.